# Població estadística
La població estadística, també anomenada univers o col·lectiu, és, en estadística, el conjunt d'elements de referència sobre el qual es realitzen les observacions.
En epidemiologia, una població és un conjunt de subjectes o individus amb determinades característiques demogràfiques, o també els participants en un estudi epidemiològic, d'on s'obté la mostra, de la qual es vol extrapolar els resultats d'aquest estudi (inferència estadística). El nombre d'elements o subjectes que componen una població estadística és igual o major que el nombre d'elements que s'obtenen d'aquesta en una mostra (n).

## Tipus de població
Hi ha diferents tipus de poblacions, que són:
- Població base: és el grup de persones designades per les característiques següents: personals, geogràfiques o temporals, que són elegibles per a participar en l'estudi.
- Població mostrejada: és la població base amb criteris de viabilitat o possibilitat de fer el mostreig.
- Mostra estudiada: és el grup de subjectes de què es recullen les dades si es realitzen les observacions, i és realment un subgrup de la població mostrejada i accessible. El nombre de mostres que es pot obtenir d'una població és una o més d'una.
- Població diana: és el grup de persones per al qual es va projectar aquest estudi, la classificació característica d'aquestes, la qual cosa fa el model d'estudi per al projecte establert.

## Subpoblació
Un subconjunt d'una població que comparteix una o més propietats addicionals s'anomena subpoblació. Per exemple, si la població està integrada completament per egipcis, una subpoblació està formada completament per homes egipcis; si la població està formada per totes les farmàcies del món, una subpoblació està formada per totes les farmàcies d'Egipte. Per contra, una mostra és un subconjunt d'una població que no s'escull per compartir cap propietat addicional.
Les estadístiques descriptives poden produir resultats diferents per a diferents subpoblacions. Per exemple, un medicament en particular pot tenir efectes diferents en diferents subpoblacions, i aquests efectes es poden amagar o ignorar si aquestes subpoblacions especials no s'identifiquen i s'examinen per separat.
De la mateixa manera, sovint es poden estimar els paràmetres amb més precisió si les subpoblacions estan separades: la distribució de les altures entre les persones es modela millor, per exemple, considerant homes i dones com a subpoblacions separades.
Les poblacions que consisteixen en subpoblacions es poden modelar utilitzant models de barreja, que combinen distribucions dins de subpoblacions en una distribució de població global. Fins i tot si les subpoblacions estan ben modelades per determinats models simples, és possible que la població global no s'ajusti bé a un determinat model simple; la mala adherència pot ser una prova de l'existència de subpoblacions. Per exemple, donades dues subpoblacions iguals, ambdues distribuïdes normalment, si tenen la mateixa desviació estàndard, però mitjanes diferents, la distribució global mostrarà una curtosi més baixa que una única distribució normal: la mitjana de la les subpoblacions cauen a les espatlles de la distribució general. Si estan suficientment separades, aquestes formen una distribució bimodal; en cas contrari, simplement té un bec ample. A més, mostrarà una sobredispersió en comparació amb una única distribució normal amb la variància donada. Alternativament, donades dues subpoblacions amb la mateixa mitjana però desviacions estàndard diferents, la població general presentarà una curtosi elevada, amb un pic més agut i cues més pesades (i, en conseqüència, espatlles més baixes) que una única distribució.

## Nota
1. ↑  Robert Russell Johnson; Patricia J. Kuby. Elementary statistics.  Cengage Learning, 23 febrer 2007, p. 7–. ISBN 9780495383864.
2. ↑  «Población estadística» (en castellà). [Consulta: 27 gener 2022].
3. ↑  «What does statistical population mean?». [Consulta: 30 gener 2022].
4. ↑  Population. MathWorld (anglès)
5. ↑  Shao, Jun. Mathematical Statistics.  Springer, 1998. ISBN 0-387-98674-X.
6. ↑  Jaynes, E. T. (2007), Probability Theory: The logic of science (5 ed.), Cambridge University Press, ISBN 978-0-521-59271-0
7. ↑  Bol'shev, Login Nikolaevich (2001), "Statistical estimator", Encyclopedia of Mathematics, EMS Press.
8. ↑  Barbara Illowsky. Introductory Statistics.  OpenStax CNX, 2014. ISBN 9781938168208.
9. ↑  Kosorok, Michael. Introduction to Empirical Processes and Semiparametric Inference.  Springer, 2008 (Springer Series in Statistics). DOI 10.1007/978-0-387-74978-5. ISBN 978-0-387-74978-5.